# 噂のアゲメンに恋をした!
『噂のアゲメンに恋をした！』（うわさのあげめんにこいをした！ 原題：Good Luck Chuck）は、2007年公開のアメリカ映画である。マーク・ヘルフリッチ監督。

## ストーリー
幼い頃に「一生幸せになれない呪い」をかけられた歯科医のチャーリーは、元恋人の結婚式の席で、新婦から「幸運のお守り」と呼ばれる。チャーリーと別れた女性は皆、直後に自分の運命の相手に出会い幸せな結婚をしていると言う。そのことから「チャーリーとセックスすると次に運命の相手に出会う」という噂が広まり、チャーリーの歯科医院に女性が大勢押し寄せる。自分の事を踏み台として見ている女性たちに辟易するチャーリーだったが、件の結婚式で一目ぼれしたペンギンの飼育員・キャムが来院する。ドジだが自分の噂のことを知っても変わりなく接するキャムにチャーリーはより惹かれて行くが、自分と関係を深めれば、彼女のもとに別の運命の相手が見つかるのではと葛藤する。

## キャスト
※括弧内は日本語吹き替え
- チャーリー - デイン・クック（星野貴紀）
- キャム - ジェシカ・アルバ（小林沙苗）
- スチュ - ダン・フォグラー（丸山壮史）
- ジョー - ロニー・ロス（英語版）（山口登）